# 层流

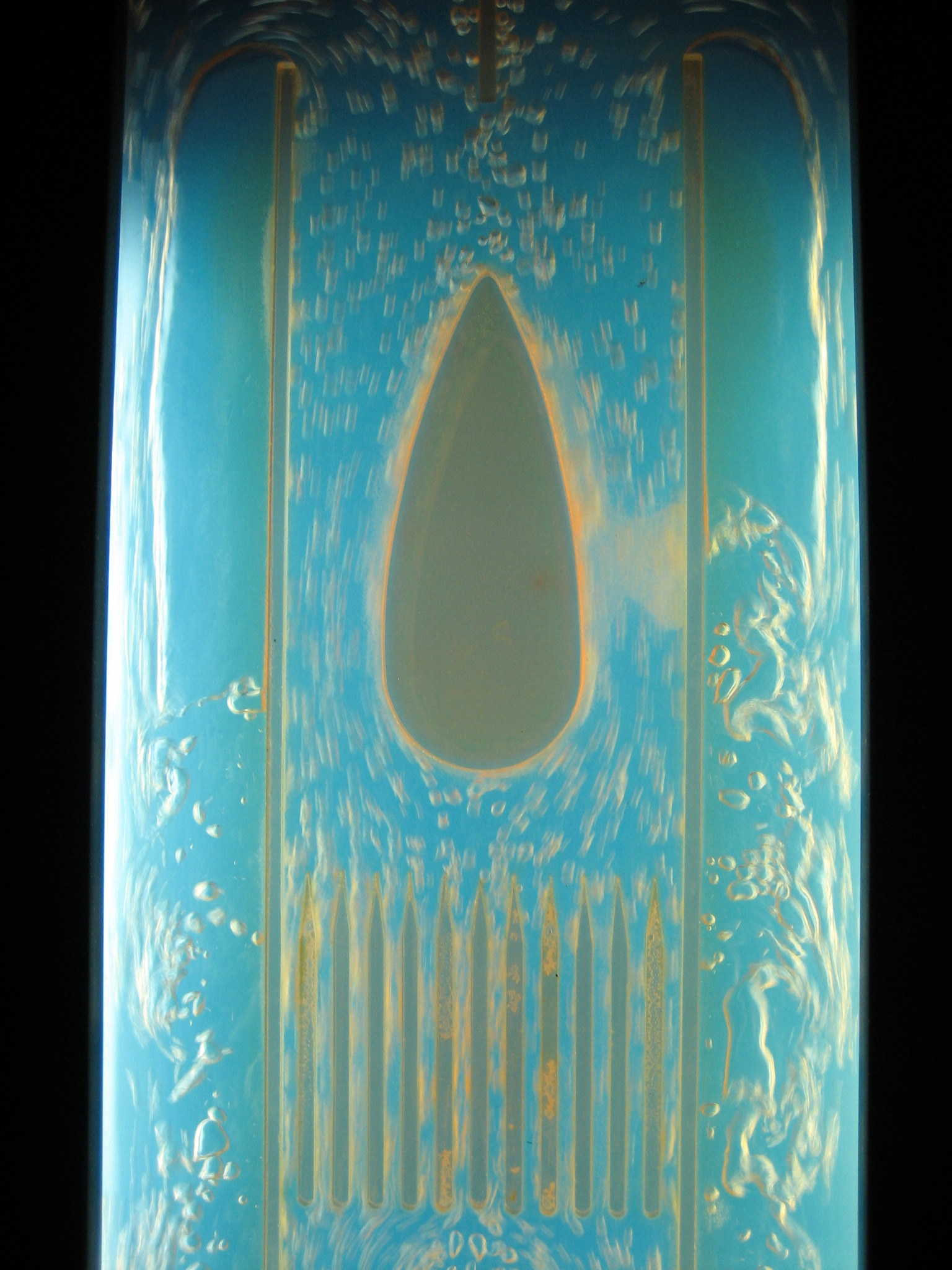
流线型与模拟的层流

层流（英語：Laminar flow），為流体的一种流动状态。当流速很小时，流体分层流动，互不混合或很少部分混合称为层流，或称为片流；逐渐增加流速，流体的流线开始出现波浪状的摆动，摆动的频率及振幅随流速的增加而增加，此种流况称为过渡流；当流速增加到很大时，流线不再清楚可辨，流场中有许多小漩涡，称为湍流，又称为乱流、扰流或紊流。
这种变化可以用雷诺数来量化，公式为 {\displaystyle \mathrm {Re} ={\frac {\rho uD_{\text{H}}}{\mu }}={\frac {uD_{\text{H}}}{\nu }}={\frac {QD_{\text{H}}}{\nu A}},}其中，DH 是管道的水力直径 (m)，Q 是体积流率 (m3/s)；A 是管道的横截面积 (m2)；u 是流体的平均速度 (m/s)；μ 是流体的动力粘度 (Pa·s = N·s/m2 = kg/(m·s))；ν 是流体的运动粘度，ν = μ/ρ (m2/s)；ρ 是流体的 密度 (kg/m3)。
雷诺数较小时，黏滞力对流场的影响大于惯性力，流场中流速的扰动会因黏滞力而衰减，流体流动稳定，为层流；反之，若雷诺数较大时，惯性力对流场的影响大于黏滞力，流体流动较不稳定，流速的微小变化容易发展、增强，形成紊乱、不规则的湍流流场。
流态转变时的雷诺数值称为临界雷诺数。一般管道雷诺数Re＜2100为层流状态，Re＞4000为湍流状态，2100＜Re＜4000時为过渡状态。